# Jules Favre

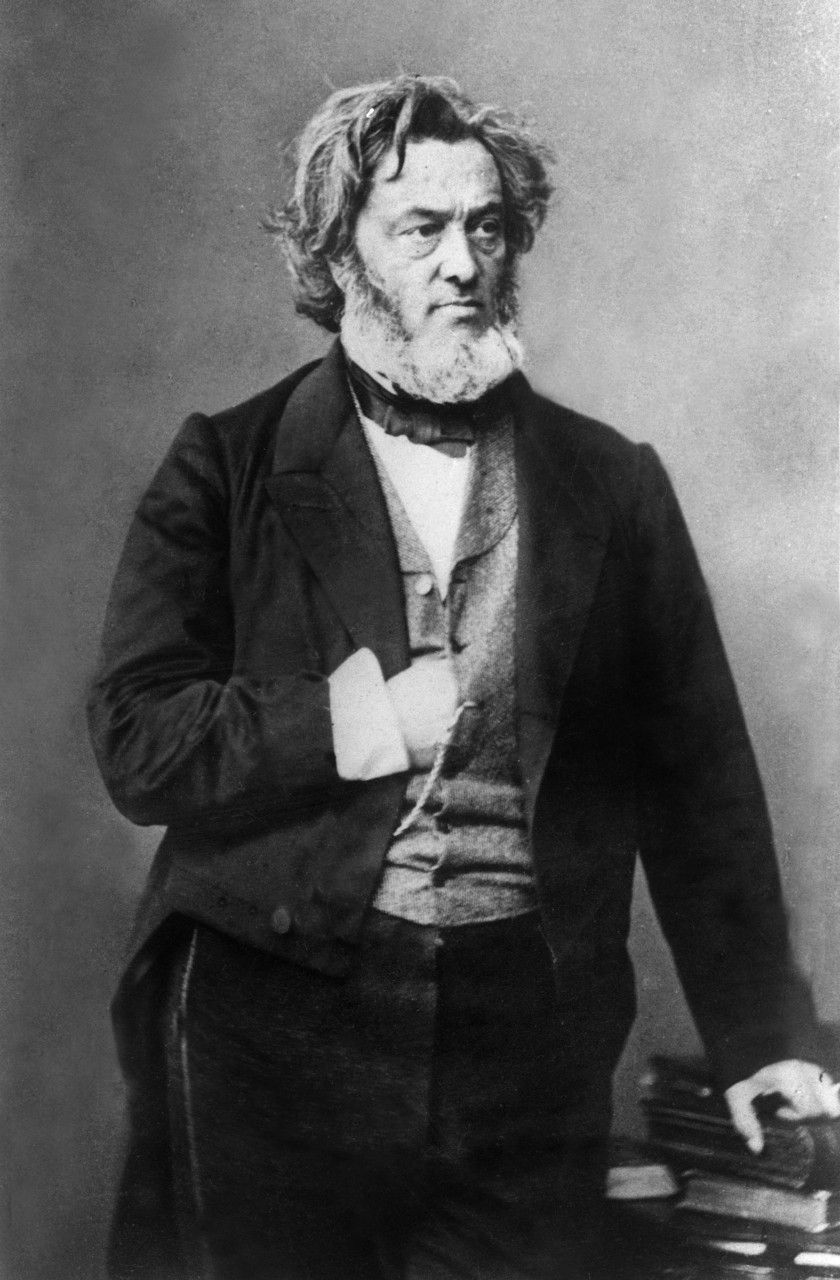
Jules Favre 1865, Aufnahme Nadar

Jules Claude Gabriel Favre (* 21. März 1809 in Lyon, Frankreich; † 19. Januar 1880 in Versailles, Frankreich) war ein französischer Politiker. Von 1870 bis 1871 war er Außenminister in der Regierung der nationalen Verteidigung.

## Leben
Von 1848 bis 1851 war Favre Abgeordneter des gemäßigten Bürgertums im französischen Parlament. An der Seite von Adolphe Thiers kämpfte er politisch gegen Napoléon III. 1857 bis 1863 gehörte er der gesetzgebenden Versammlung an. In der liberalen Endphase des Kaiserreichs führte er die republikanische Bewegung an und unterdrückte deren revolutionären Bestandteile.
Favre und Léon Gambetta riefen nach der Festsetzung Napoleon III. durch die Preußen am 4. September 1870 in Paris die Dritte Republik aus, worauf Favre den Posten des Außenministers erhielt. Sein wichtigstes politisches Ziel war ein Waffenstillstand mit dem Deutschen Reich, den er am 28. Januar 1871 für Frankreich unterzeichnete. Am 10. Mai 1871 unterzeichnete er mit Reichskanzler Otto von Bismarck den Frieden von Frankfurt mit Deutschland. Die Ergebnisse beider Verhandlungen bewertete Favre als schwere nationale und persönliche Niederlage, stimmte den Abkommen aber angesichts der drohenden militärischen Katastrophe zu.
Im Frühjahr 1871 ging er entschieden gegen die Pariser Kommune vor.
Am 2. August 1871 gab Favre sein Amt ab und zog sich ins Privatleben zurück.
Er war mit der Pädagogin Julie Favre verheiratet und ist der Großvater des Philosophen Jacques Maritain.